# ФК Селта
Реал Клуб Селта де Виго (reˈal ˈkluβ ˈθeltɐ ðɪ ˈβiɣʊ; Royal Club Celta de Vigo), познат също като Селта Виго или просто Селта е испански футболен отбор от Виго, област Галисия.
Прякори: селтиняс (малките келти). Стадион: Балаидос с капацитет 32 500 зрители.

## История
Клубът е основан през 1923 година като са обединени двата клуба от Виго – Реал Виго Спортинг и Реал Фортуна де Виго.
За имена на клуба са били предложени следните варианти:
Реал Унион де Виго
Клуб Галисия
Реал Атлантик
Бреоган
Реал Клуб Атлантико
От тези имена най-харесвано било – Реал Клуб Атлантико, но решението било клубът да бъде наименуван Реал Клуб Селта,
заради това, че по-голямата част от населението на Галисия се отъждествявали с древните келти, чиито наследници са.

### Клубни цветове
Първите клубни екипи на „Селта“ са били с червени фланелки, бели гащета и сини чорапи – като герба на град Виго.
Но впоследствие цвета на екипите става – небесно синия фланелка, бели гащета и небесно сини чорапи – като герба на
Галисия.

## Химн на Селта
- На галисийски Архив на оригинала от 2007-09-28 в Wayback Machine.
- На кастилски Архив на оригинала от 2007-09-28 в Wayback Machine.

## Успехи
- Копа дел Рей
  -  Финалист (3): 1947/48, 1993/94, 2000/01

- Сегунда Дивисион:
  -  Шампион (4): 1934/35 (група I);1935/36 (група I); 1981/82; 1991/92

- Сегунда Дивисион:
  -  Шампион (2): 1930/31, 1980/81

- Шампионат на Галисия:
  -  Шампион (6): 1924, 1925, 1926, 1930, 1932, 1934

- Шампионат на Астуро-Галисия:
  -  Шампион (1): 1935

- Coppa Xunta de Galicia:
  -  Носител (2): 2007, 2008

- Купа на град Виго:
  -  Носител (22): (рекорд) 1972, 1973, 1975, 1976, 1980, 1984, 1986, 1988, 1991, 1992, 1993, 1994, 1997, 1998, 1999, 2000, 2002, 2005, 2006, 2008, 2009, 2012

- Купа на Галисия:
  -  Носител (1): 2007

- Трофей Мемориал Киночо:
  -  Носител (14): 1995, 1996, 1998, 1999, 2000, 2001, 2002, 2003, 2004, 2005, 2007, 2008, 2009, 2011, 2015

- Трофей Тереза Ерера:
  -  Носител (1): 1999

- Трофей Xacobeo:
  -  Носител (1): 1999

- ТИМ Трофи:
  -  Носител (1): 2016

### Международни
- Интертото:
  -  Носител (1): 2000

- Лига Европа:
  - 1/2 финалист (1): 2016/17

## Български футболисти
- Любослав Пенев: 1998/99 - (32 мача - 14 гола)
- Владимир Манчев: 2007/08 - (10 мача - 0 гола)
- Петър Занев: 2007/08 (наем) - (3 мача - 0 гола)